# Anne-Catharina Vestly
Anne-Catharina Vestly (15. februar 1920 – 15. december 2008) var en norsk børnebogsforfatter.
Anne-Cath. Vestlys bøger er blevet oversat til 16 forskellige sprog.

## Værker

### Prosa

#### 1953–1958 – Ole Aleksander
- 1953 – Ole Aleksander Filibom-bom-bom – på dansk 1959 Ole Aleksander Filibom-bom-bom
- 1954 – Ole Aleksander på farten – på dansk 1960 Ole Aleksander på farten
- 1955 – Ole Aleksander får skjorte – på dansk 1961 Ole Aleksander får en skjorte
- 1956 – Ole Aleksander og bestemor til værs – på dansk 1962 Ole Aleksander og bedstemor til vejrs
- 1958 – Ole Aleksander på flyttefot – på dansk 1963 Ole Aleksander holder flyttedag

#### Lese-lett-bøker(engelsk: 'Easy reading books')
- 1971 – Ole Aleksander hjemme og ute
- 1971 – Ole Aleksander og den slemme gutten
- 1971 – Ole Aleksander på skolen
- 1971 – Ole Aleksander på sirkus
- 1971 – Ole Aleksander og julepresangene

#### Bokormen
- 2002 – Ole Aleksander på skolen
- 2002 – Ole Aleksander flytter

#### Mormor og de åtte ungene(1957–1961; 1986, 1999)
- 1957 – Åtte små, to store og en lastebil – på dansk 1959 Otte små, to store og en lastbil
- 1958 – Mormor og de åtte ungene i skogen (engelsk: Eight children move house) – på dansk 1960 Mormor og de otte unger i skoven
- 1959 – Marte og mormor og mormor og Morten – på dansk 1961 Marte og mormor og mormor og Morten
- 1960 – En liten takk fra Anton – på dansk 1962 Mere om mormor og de otte unger i skoven
- 1961 – Mormors promenade – på dansk 1963 Mormors promenade
- 1986 – Mormor og de åtte ungene på sykkeltur i Danmark – på dansk 1987 Mormor og de otte unger på cykeltur i Danmark
- 1999 – Morten og mormor og Stormvind

#### Knerten(1962–1974; 1998–2002)
- 1962 – Lillebror og Knerten – på dansk 1964 Lillebror og Knorten
- 1963 – Trofaste Knerten – på dansk 1965 Trofaste Knorten
- 1964 – Knerten gifter seg – på dansk 1965 Knorten gifter sig
- 1965 – Knerten i Bessby – på dansk 1966 Knorten i Lilleby
- 1973 – Knerten og forundringspakken
- 1974 – Knerten på sykkeltur
- 1998 – Knerten detektiv og Handelsreisende Lillebror
- 2001 – Knerten Politimann
- 2002 – Den store boken om Knerten

#### "Aurora" (1966–1972)
- 1966 – Aurora i blokk Z – på dansk 1969 Aurora i højhuset
- 1967 – Aurora og pappa – på dansk 1969 Aurora og far
- 1968 – Aurora og den vesle blå bilen (engelsk: Hallo Aurora! /Hello, Aurora) – på dansk 1970 Aurora og den lille blå bil
- 1969 – Aurora og Sokrates (engelsk: Aurora and Socrates) – på dansk 1971 Aurora og Sokrates
- 1970 – Aurora i Holland – på dansk 1972 Aurora i Holland
- 1971 – Aurora på Hurtigruten
- 1972 – Aurora fra Fabelvik

#### Guro(1975–1981)
- 1975 – Guro – på dansk 1978 Guri
- 1976 – Guro og nøkkerosene – på dansk 1979 Guris sommerferie
- 1977 – Guro alene hjemme – på dansk 1979 Guri alene hjemme
- 1978 – Guro og fiolinen – på dansk 1980 Guri og violinen
- 1979 – Guro og Lille-Bjørn – på dansk 1981 Guri og Lille-Bjørn
- 1980 – Guro på Tirilltoppen – på dansk 1982 Guri på Skovbakken
- 1981 – Guro og Frydefoniorkesteret – på dansk 1983 Guri og Frydefoniorkestret

#### Kaos(1982–1987)
- 1982 – Kaos og Bjørnar
- 1983 – Lilla Olaug og Lubben – på dansk 1985 Mere om Kaos og Bjørn
- 1984 – Kaosgutten i Vetleby og verden
- 1985 – Kaos førskolegutt
- 1987 – Kaos og hemmeligheten

#### Mormor(1992–2004)
- 1992 – Ellen Andrea og mormor
- 1993 – Forundringspakken og Lagertha rasebasse
- 1994 – 5 på reise
- 1995 – Kostemarsj på Tirilltoppen
- 1996 – Mormor og én til hos Rosa
- 2000 – Småtassene og andre folk på Tirilltoppen
- 2002 – Monrad tenker
- 2004 – Monrad og mormor i den store klubben

### Bøger med billeder
- 1997 – Lille-Draugen – på dansk 1997 Lilletrold – havtroldens lærling

### Drama
- 1960 – Huset i skogen
- 1997 – Heksen Innmari og Frankogfri

### Selvbiografi
- 1990 – Lappeteppe fra en barndom
- 2000 – Nesten et helt menneske

## Oversættelser til øvrige sprog

### Færøsk
Bogen Lillebror og Knerten blev oversat til færøsk af Samuel Jacob Sesanus Olsen og udgivet under navnet Kubbin i 1974.

## Ekstern henvisning
- Anne-Cath. Vestly på Internet Movie Database (engelsk)
- Anne-Cath. Vestly på Svensk Filmdatabas (svensk)
- Anne-Cath. Vestly på The Movie Database (engelsk)
- bibliografi.dk – Anne-Cath. Vestly Arkiveret 11. januar 2009 hos  Wayback Machine